# Спаринский, Александр Иосифович
Алекса́ндр Ио́сифович Спари́нский (укр. Олександр Йосипович Спаринський; род. 22 февраля 1954, Луцк) — украинский композитор.

## Биография
Родился 22 февраля 1954 года в городе Луцк Волынской области.
Учился в музыкальной школе № 2 города Киев, потом в музыкальной школе имени К. Стеценко для взрослых.
Окончил Киевский педагогический институт имени М. Горького (музыкально-педагогический факультет).
Член Союза кинематографистов Украины.
Автор музыки к 35 кинофильмам, включая мультипликационные, 52 театральным спектаклям и мюзиклам, оперетты, фолк оперы, хоровой, электронной, характерной инструментальной музыки, ораторий, авторских транскрипций украинской автентики в жанре World music.
Музыковед, автор 79 статей, радио- и телепрограмм.
Автор музыки почти к двумстам песням: детским, ансамблевым, поп, рок и камерным балладам, фольклорным стилизациям. Сотрудничал практически со всеми исполнителями Украины; в СНГ среди которых: Вахтанг Кикабидзе, Анне Вески, Эдуард Хиль, Наташа Королёва, Наталья Рожкова.
Продюсер ряда украинских коллективов, организатор концертов, искусствоведческих лекций, творческих отчётов по всему миру с целью популяризации украинского искусства за рубежом: в Великобритании, Франции, Бельгии, Австралии, Голландии, Ирландии, Германии, Гонконге.
Музыкальный продюсер Центра фестивалей, массовых действ и концертных программ «Кобзарь», — структуры, которая занимается организацией и постановкой городских и общенациональных массовых зрелищных представлений: Праздников Независимости Украины, Дней Победы, Дней Киева, Новогодне-Рождественских спектаклей, фестивальных и церемониальных мероприятий, фольклорных праздников, правительственных концертов, и т. д.
Авторская дискография Спаринского составляет 13 компакт-дисков, один DVD и 7 MC; в том числе мультимедийные диски:
«Рождество Христово — 2000» — http://www.sparinsky.kiev.ua/rizdvo/index.htm - первая в мире мультимедийная энциклопедия Украинских Новогодне-Рождественских праздников.
«Выходите, веснянки!» — http://www.sparinsky.kiev.ua/spring/index.htm - первый в мире мультимедийный диск о Весеннем цикле празднований на Украине; в то же время, — первый образец прочтения украинского фольклора в жанре World music с привлечением ведущих исполнителей Украины.
«Чары Купальськой ночи» — http://www.sparinsky.kiev.ua/kup_engl.htm - авторское, на грани фольклора, авангарда, джаза, электронной и современной музыки прочтение традиционного музыкального и этнографического наследия.
Имеет двоих дочерей.
Хобби — информационные технологии, литература, кино, спорт (велосипед, плавание).
Живёт и работает в Киеве.

## Творчество
Песни «Одноклассники», «Свидание с Одессой», «Фестивальный цветок», «Синие озёра», «Сонячна квітка»; оратории «На землі ми — велика Родина», «Благословение Св. Михаила»; хоровые произведения, инструментальные миниатюры «Мимиричи», «Прогулка»; сюиты «Выходите, веснянки!», «Чары Купальськой ночи».

## Кинематографические работы
Автор музыки к фильмам:
- (1983) «Женька-Мушкетёр»
- (1984) «Ночной визитёр»
- (1985) «Рабочая династия»
- (1986) «Руками молодых»
- (1986) «Опасные игры»
- (1989) «Мозаика»Мозаика
- (1992) «Круглячок»
- (2000) «Самолетик Лип»Літачок Ліп
- (2004) «Война яблок и гусениц»uk:Війна яблук та гусені (мультфільм)
- (2005) «Домик для улитки»Будиночок для равлика
- (2005) «Про кошку, которая упала с неба»Про кішку, що впала з неба
- (2006) «Чего в лесу не бывает»
- (2008) «Тайный гвардеец Императрицы»
- (2013) «Года мои...»uk:Літа мої
- (2014) «Трубач»
- (2016) «Я чайник»

Звукорежиссёр:
- (2013) «Года мои...»uk:Літа мої

Автор спецэффектов:
- (2013) «Года мои...»uk:Літа мої

Автор - режиссёр, композитор и продюсер фильмов:
- (2010) «Прерванный джаз Юрия Новикова»
- (2010) «Приношение»
- (2011) «Закарпатье сквозь века»
- (2013) «Лондонский бенефис Игоря Переверзева»
- (2015) «Влюбленный ёжик»
- (2015) «Наше Высокопревосходительство»

## Награды
- Certificate of Achievement международного композиторского конкурса «Unisong» (США, 1999)
- Диплом Киевской городской администрации (2001)
- Почетные дипломы от Ассоциации Украинцев и Украинской Церкви Великобритании (2004)
- Благодарственные письма из: Ватикана (2001)
- Благодарственные письма из Библиотеки Конгресса США (2003, 2005)
- Украинского Католического Университета (2005), украиноведческих институтов Дании, Канады, Австралии, Франции, США.